# Sredets (Boergas)
Sredets (Bulgaars: Средец) is een stad en een gemeente in het zuidoosten van Bulgarije in de oblast Boergas. De stad is gelegen in de nabijheid van het Mandrenskomeer en de noordelijke hellingen van Strandzja. Tijdsens het Ottomaanse rijk was het bekend als Karabunar en later als Grudovo (1960–1992).

## Geografie
De gemeente Sredets is gelegen in het zuidwestelijke deel van de oblast Boergas. Met een oppervlakte van 1149,878 vierkante kilometer is het de grootste van de 13 gemeenten van de oblast en beslaat het 14,84% van het grondgebied van de oblast. De gemeente Sredets is tevens een van de zes grootste gemeenten van het land qua oppervlakte. De grenzen zijn als volgt:
- in het noorden - gemeente Karnobat;
- in het noordoosten - gemeente Kameno;
- in het oosten - gemeente Sozopol;
- in het zuidoosten - gemeente Malko Tarnovo;
- in het noordwesten - gemeente Straldzja van de oblast Jambol;
- in het westen - gemeente Boljarovo van de oblast Jambol;
- in het zuiden - de Republiek Turkije.

## Bevolking
Op 31 december 2020 telde de stad Sredets 8.447 inwoners, terwijl de gemeente Sredets, waarbij ook de omliggende 32 dorpen bij worden opgeteld, 14.287 inwoners had.

### Religie
De laatste volkstelling werd uitgevoerd in februari 2011 en was optioneel. Van de 14 934 inwoners reageerden er 10 842 op de volkstelling. Van deze 10 842 ondervraagden waren er 8 269 lid van de Bulgaars-Orthodoxe Kerk, oftewel 76,3% van de ondervraagden. De rest van de bevolking had een andere geloofsovertuiging of was niet religieus. 
| Religieuze samenstelling in februari 2011 | Religieuze samenstelling in februari 2011 | Religieuze samenstelling in februari 2011 | Religieuze samenstelling in februari 2011 | Religieuze samenstelling in februari 2011 |
| ----------------------------------------- | ----------------------------------------- | ----------------------------------------- | ----------------------------------------- | ----------------------------------------- |
|                                           |                                           |                                           |                                           |                                           |
| Bulgaars-Orthodoxe Kerk                   | Bulgaars-Orthodoxe Kerk                   |                                           | 76,27%                                    | 76,27%                                    |
| Katholieke Kerk                           | Katholieke Kerk                           |                                           | 0,58%                                     | 0,58%                                     |
| Protestantisme                            | Protestantisme                            |                                           | 1,79%                                     | 1,79%                                     |
| Islam                                     | Islam                                     |                                           | 5,10%                                     | 5,10%                                     |
| Geen                                      | Geen                                      |                                           | 10,54%                                    | 10,54%                                    |
| Anders/ Onbekend                          | Anders/ Onbekend                          |                                           | 5,72%                                     | 5,72%                                     |

## Afbeeldingen

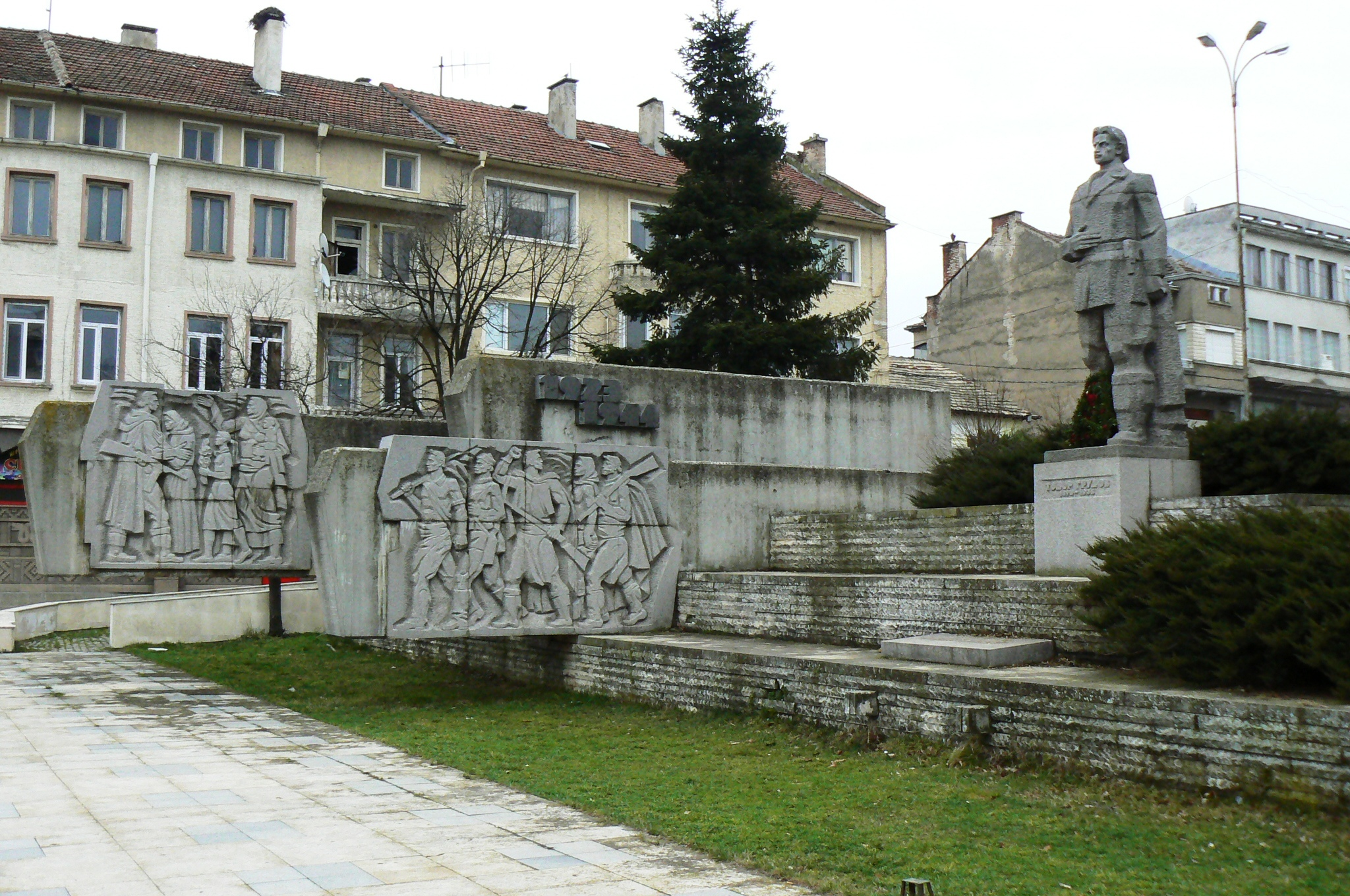
Monument voor Todor Grudov in Sredets
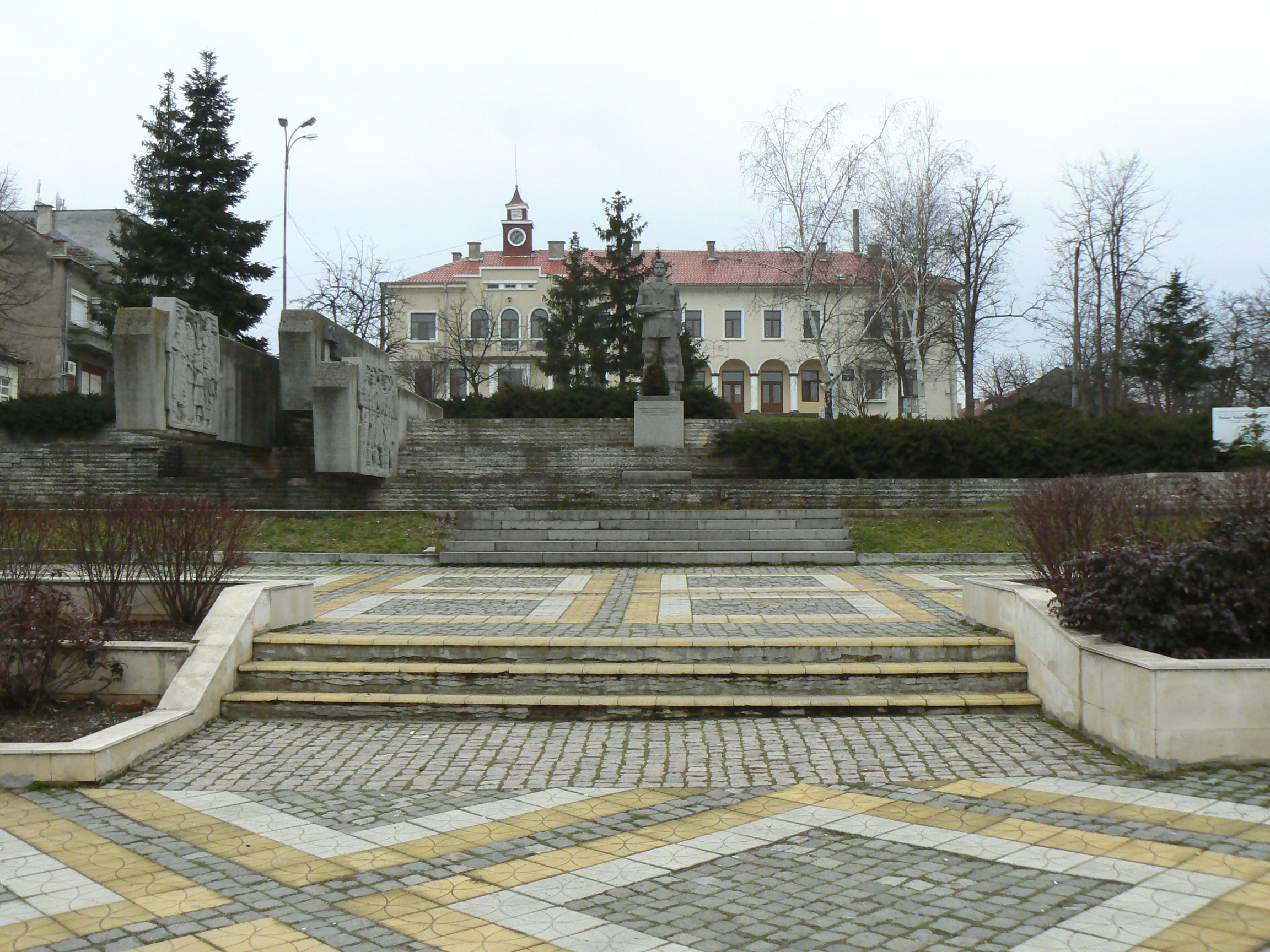
Centrum van Sredets
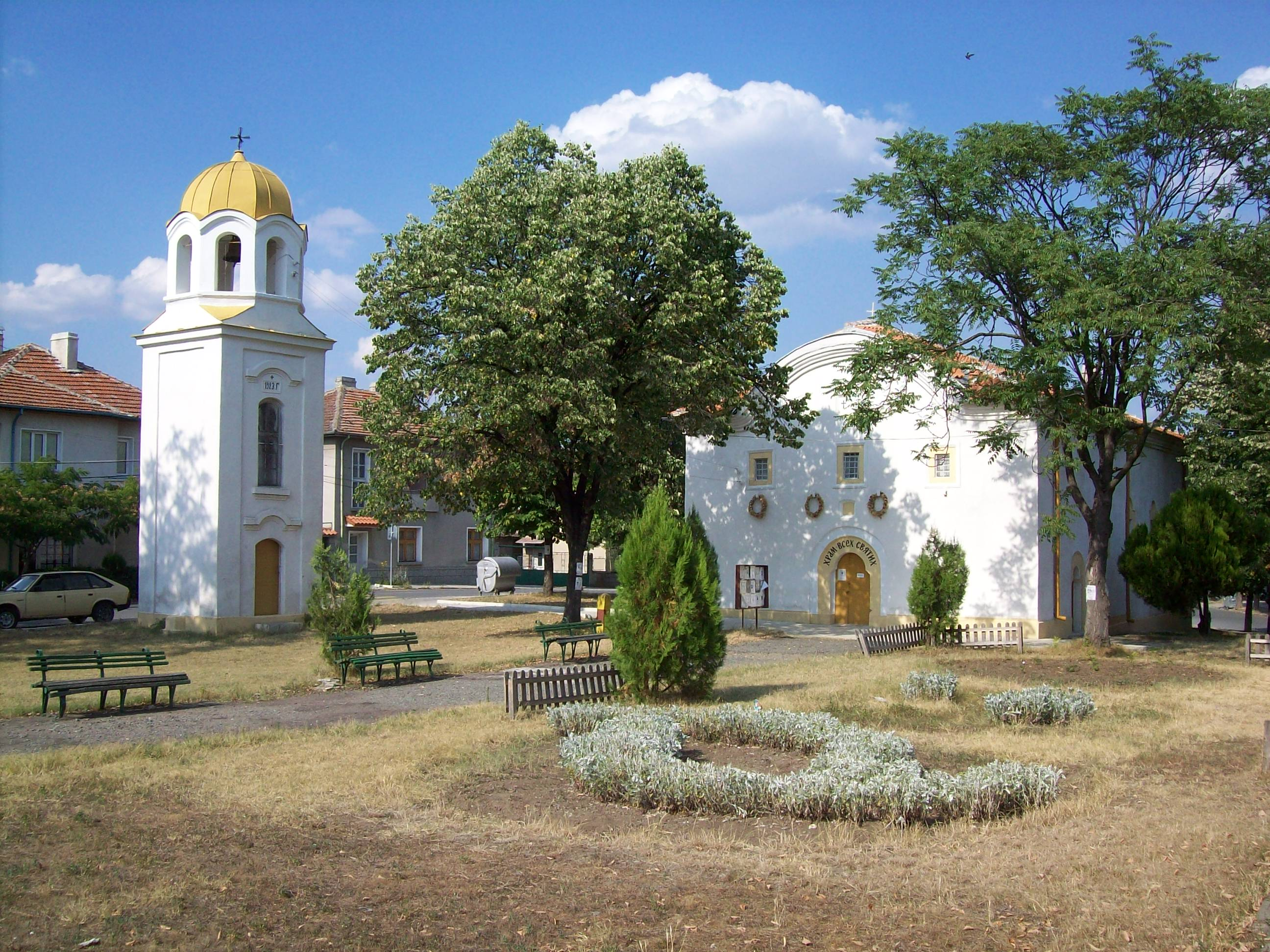
Kerk in Sredets
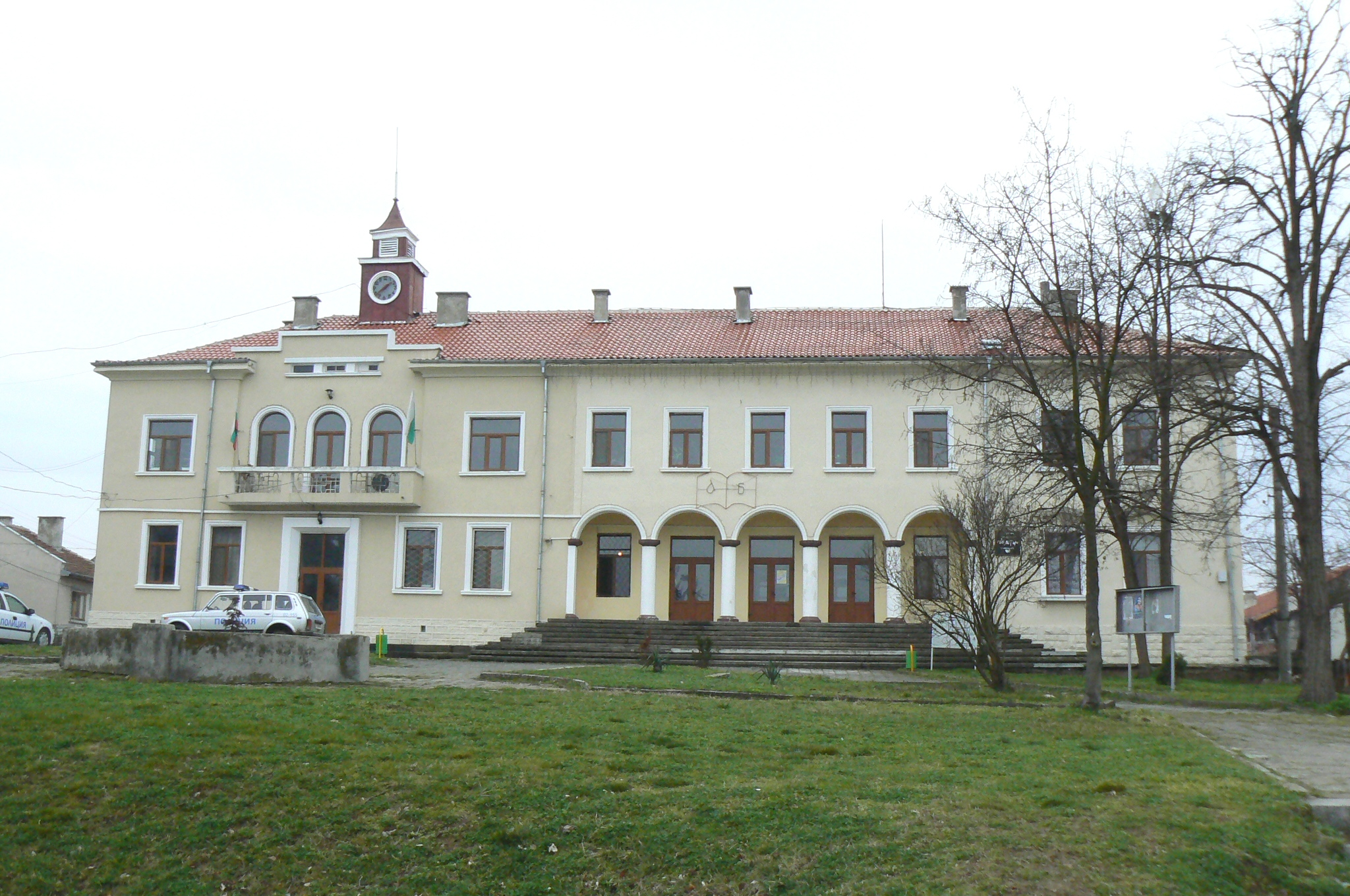
Bibliotheek van Sredets

Bestuurlijk centrum: Boergas
 Aitos - Boergas - Kameno - Karnobat - Malko Tarnovo- Nesebar - Pomorie - Primorsko - Roeën - Sozopol - Sredets - Soengoerlare - Tsarevo